# Sara Raasch
Sara Raasch (26 de agosto de 1989) é uma escritora norte-americana de ficção para jovens/adultos. Ela escreveu a trilogia best-seller do New York Times Snow Like Ashes, bem como a série de livros de  fantasia These Rebel Waves.

## Biografia
Sara Raasch foi criada em Ohio, Estados Unidos, Raasch se formou na Wright State University em Liderança Organizacional e atualmente reside em Ohio.
Sara Raasch sabe que estava destinada a uma vida literária desde os cinco anos de idade, quando seus amigos fizeram uma barraquinha para vender limonada e ela se intrometeu para vender seus livros ilustrados à mão.

## Recepção
Snow Like Ashes (2014), de Raasch, tornou-se um best-seller na lista do New York Times em 2015. Pouco depois, Ice Like Fire (2015) estreou na lista do New York Times em 3º lugar. Seus livros foram indicados ao Colorado Blue Spruce Award, ao RT Book Reviews  - como Melhor Escolha; ao Huffington Post - como Livro Geral Jovem/Adulto de 2014; e ao Hypable - como Top Livros Jovens de 2014.

## Obras

### Série Neve e Cinzas
1. Snow Like Ashes (2014) Neve e Cinzas (HarperCollins Brasil, 2016)
2. Ice Like Fire (2015) Gelo e Fogo (HarperCollins Brasil, 2017)
3. Frost Like Night (2016) Geada e Noite (HarperCollins Brasil, 2016)

#### Livros relacionados
- #0.1 Icicles Like Kindling (conto, 2014)
- #2.1 Flames Like Vines (2015)
- #3.1 Decay Like Gold (2019)

### SérieStream Raiders
- These Rebel Waves (2018)
- These Divided Shores (2019)

### SérieSet Fire to the Gods
(com Kristen Simmons)
- Set Fire to the Gods (2020)
- Rise Up from the Embers (2021)

### SérieWitch and Hunter
(com Beth Revis)
- Night of the Witch (2023)
- The Fate of Magic (2024)

### SérieHoliday Royals
- The Nightmare Before Kissmas (2024)